# Arthur Hoffmann
Arthur "Aute" Hoffmann (nacido el 10 de diciembre de 1887 en Gdansk, murió el 4 de abril de 1932 en Hamburgo) fue un atleta alemán que compitió en los Juegos Olímpicos de 1908 en Londres.
Hoffmann ganó la medalla de plata en los Juegos Olímpicos de 1908 en Londres, formó parte del equipo alemán que terminó segundo en el relevo olímpico. Las dos primeras etapas fueron de 200 pies desde un tramo de 400 metros y la etapa final fue de 800 metros. Hoffmann corrió la primera etapa junto con Hans Eicke, Otto Trieloff y Hanns Braun en la cuarta etapa y final. Tienen el tiempo de 3.32,4, tres segundos más lento que el tiempo de los ganadores de oro de los Estados Unidos.
Hoffman también ha participado tanto en la 100 - y 200 metros individuo pero no pudo clasificarse para la final. En el salto de longitud, terminó quinto.